# Mertasaari (ö i Mellersta Finland, Äänekoski, lat 62,68, long 26,00)
Mertasaari är en ö i Finland. Den ligger i sjön Sumiainen och i kommunen Äänekoski i den ekonomiska regionen  Äänekoski ekonomiska region  och landskapet Mellersta Finland, i den centrala delen av landet, 280 km norr om huvudstaden Helsingfors. Öns area är 1,6 hektar och dess största längd är 250 meter i sydöst-nordvästlig riktning.